# انحياز المتغير المتجاهل
يقع انحياز المتغير المحذوف (omitted variable bias ويعرف اختصارًا بـOVB) في علم الإحصاء عندما يتجاهل النموذج الإحصائي متغيرًا واحدًا أو أكثر ذا صلة بالظاهرة المدروسة. وقد يؤدي ذلك الانحياز إلى إيعاز تأثير المتغير المحذوف إلى المتغيرات الأخرى الخاضعة للملاحظة.
وبصفة خاصة، يعبر انحياز المتغير المفقود عن الخطأ الذي يظهر في تقدير بارامترات الانحدار الخطي، وذلك عندما يتجاهل النموذج المستخدم متغيرًا مستقلًا يرتبط بكلٍ من المتغير التابع ومتغير مستقل واحد على الأقل من بين المتغيرات المتضمنة.

## فيالانحدار الخطي

### شرح مبسط
فلنفترض أن العلاقة بين السبب والنتيجة يعبر عنها بالعلاقة التالية:
{\displaystyle y=a+bx+cz+u}
حيث (a) و(b) و(c) هم بارامترات الدالة، و(y) هو المتغير التابع، و(x) و(z) هما المتغيران المستقلان، و(u) هو الحد الذي يعبر عن الخطأ. ونريد أن نتبين مدى تأثير (x) على (y) (أي أننا نحاول تقدير قيمة البارامتر b).
ويقع انحياز المتغير المحذوف في هذه الحالة عند تحقق هذين الشرطين:
- وجود ارتباط واضح بين المتغير المحذوف والمتغير التابع (أي أن معامل الانحدار لا يساوي صفر).
- أن يرتبط المتغير المحذوف بأحد المتغيرات المستقلة الأخرى (أي ألا تساوي دالة التغاير بين هذين المتغيرين صفر).

والآن فلنفترض أننا حذفنا المتغير (z) من العلاقة السابقة، وأن العلاقة بين (x) و(z) معطاة بالصيغة الآتية:
{\displaystyle z=d+fx+e}
حيث (d) و(f) هما بارامترات الدالة، و(e) هو مقدار الخطأ. وبالتعويض في العلاقة السبقة:
{\displaystyle y=(a+cd)+(b+cf)x+(u+ce).}
فإذا قمنا بتحليل انحدار (y) على (x) فقط، فسوف نستنتج فعليًا صيغة المعادلة السابقة وليس المعادلة الحقيقية، وسوف تتركب قيمة معامل الانحدار على (x) من ناتج جمع جزئين: الجزء (b) وهو عبارة عن تأثير (x) على (y) بشكل مباشر، والجزء الآخر (cf) وهو عبارة عن التأثير غير المباشر للمتغير (x) على (y) (حيث أن x يؤثر على z، وهو بدوره يؤثر على y، فتكون محصلة التأثير طبقًا لنظرية التفاضل هي حاصل ضرب معامل تأثير x على z مع معامل تأثير z على y).
أو بعبارة أخرى، عند حذف المتغير z من العلاقة وتحليل انحدار y على x، فإننا فعليًا نقدر المشتقة الكلية لـy بالنسبة إلى x، وذلك عوضًا عن المشتقة الجزئية لـy بالنسبة لـx. ويستثنى من ذلك الحالة التي تكون فيها كلًا من (c) و(f) تساويان الصفر.
ويتضمن التعبير (cf) كلًا من إتجاه ومقدار الانحياز، حيث أننا نحاول تقدير قيمة (b)، ولكننا سنحصل في الحقيقة على (b+cf). حيث أن مقدار الانحياز هو القيمة المطلقة لـ(cf)، وإتجاه الانحياز يكون موجبًا إذا كان (cf>0)، وسالبًا إذا كان (cf<0).

### شرح مفصل
على سبيل المثال، دعنا نفترض وجود نموذج خطي معطى بالصيغة الآتية:
{\displaystyle y_{i}=x_{i}\beta +z_{i}\delta +u_{i},\qquad i=1,\dots ,n}
حيث:
- x_i هو متجه صفي (1 x p) ، وهو يحتوي على قيم عدد p من المتغيرات المستقلة المقاسة في اللحظة الزمنية i أو بالنسبة للمشارك رقم i.
- β هو متجه عمودي (p x 1) يحتوي على عدد p من البارامترات المجهولة والتي سوف يتم تقديرها لاحقًا (وهي معاملات استجابة المتغير التابع إلى تغير كل من المتغيرات المستقلة في المتجه (x_i)).
- z_i هي كمية قياسية، وهي قيمة متغير مستقل آخر مقاسة في اللحظة الزمنية i أو بالنسبة للمشارك رقم i.
- δ هي كمية قياسية وهي عبارة عن بارامتر مجهول سوف يتم تقديره لاحقًا (وهو معامل استجابة المتغير التابع إلى z).
- u_i هو مقدار الخطأ المجهول في اللحظة الزمنية i أو بالنسبة للمشارك رقم i. ويمكن تمثيله على أنه تأثير متغير عشوائي متوسط قيمته تساوي صفر.
- y_i هي قيمة المتغير التابع المقاسة في اللحظة الزمنية i أو بالنسبة للمشارك رقم i.

وما علينا فعله هو رصد قيم جميع المتغيرات آنيًا عدة مرات (i = 1,2,3….)، وتجميعها، ومن ثم رصها فوق بعضها على هيئة متجهات ومصفوفات. بحيث نحصل على المصفوفة X، والمتجهات Y وZ وU.
حيث:
{\displaystyle X=\left[{\begin{array}{c}x_{1}\\\vdots \\x_{n}\end{array}}\right]\in \mathbb {R} ^{n\times p},}
و
{\displaystyle Y=\left[{\begin{array}{c}y_{1}\\\vdots \\y_{n}\end{array}}\right],\quad Z=\left[{\begin{array}{c}z_{1}\\\vdots \\z_{n}\end{array}}\right],\quad U=\left[{\begin{array}{c}u_{1}\\\vdots \\u_{n}\end{array}}\right]\in \mathbb {R} ^{n\times 1}.}
وإذا حُذف المتغير z من المعادلة، فإن الطريقة المعتادة في الحصول على قيم بارامترات المعاملات المستقلة الآخرى هي طريقة المربعات الصغرى الاعتيادية:
{\displaystyle {\widehat {\beta }}=(X'X)^{-1}X'Y\,}
(حيث أن الفاصلة العلوية تعني مدور المصفوفة، و«1-» العلوية تعني معكوس المصفوفة).
وبالتعويض عن Y في على النموذج الخطي السابق:
{\displaystyle {\begin{aligned}{\widehat {\beta }}&=(X'X)^{-1}X'(X\beta +Z\delta +U)\\&=(X'X)^{-1}X'X\beta +(X'X)^{-1}X'Z\delta +(X'X)^{-1}X'U\\&=\beta +(X'X)^{-1}X'Z\delta +(X'X)^{-1}X'U.\end{aligned}}}
وفي حساب القيم المتوقعة (أو القيم المتوسطة)، فإن مساهمة الحد الأخير في الناتج هو صفر، وذلك بافتراض أن الحد U لا يرتبط نهائيًا بالمتغيرات الانحدارية X. وبتبسيط الحدود المتبقية ينتج أن:
{\displaystyle {\begin{aligned}E[{\widehat {\beta }}\mid X]&=\beta +(X'X)^{-1}E[X'Z\mid X]\delta \\&=\beta +{\text{bias}}.\end{aligned}}}
ويعبر الحد الثاني عن انحياز المتغير المحذوف z في هذه الحالة، وقيمته لا تساوي الصفر في حالة ما إذا كان z يرتبط بأي من المتغيرات في المصفوفة X (أي أن «X′Z» لا يساوي متجهًا صفريًا). لاحظ أن قيمة الانحياز تساوي الجزء الموزون من z_i المسبب عن x_i.

## تأثيره على طريقة المربعات الصغرى الاعتيادية
تنص مبرهنة جاوس-ماركوف على أن نماذج الانحدار التي تلتزم بافتراضات نموذج الانحدار الخطي الكلاسيكي هي أكفأ وأدق طرق ممكنة في تقدير معاملات الارتباطات، وهي أقلها انحيازًا كذلك. ويشترط الانحدار الخطي في حالة استخدام طريقة المربعات الصغرى أن متغير الخطأ في المعادلة لا يرتبط بأي من المتغيرات الانحدارية.
ولكن وجود متغير محذوف يخل بهذا الشرط بالتحديد. وعليه فمن المتوقع في هذه الحالة أن تكون تقديرات المربعات الصغرى متحيزة وغير متسقة. ويعتمد إتجاه الانحياز على طريقة التقدير بالإضافة إلى مقدار التغاير بين المتغيرات الانحدارية والمتغيرات المحذوفة. ففي حالة التغاير الموجب بين المتغير المحذوف وبين كل من المتغير المستقل والتابع، فمن المتوقع أن تكون قيمة معامل الانحدار المقاسة أكبر من قيمته الحقيقية. ويمكن ملاحظة هذا التأثير عن طريق حساب القيمة المتوقعة للبارامتر، كما تقدم في الفقرة السابقة.